# Centroscyllium kamoharai
Centroscyllium kamoharai är en hajart som beskrevs av Abe 1966. Centroscyllium kamoharai ingår i släktet Centroscyllium och familjen lanternhajar. IUCN kategoriserar arten globalt som otillräckligt studerad. Inga underarter finns listade i Catalogue of Life.